# سعید شاهسواری
سعید شاهسواری (زاده ۱۳۴۷ - تهران) فیلم‌نامه‌نویس، تهیه‌کننده و تدوین‌گر اهل ایران است.

## نویسنده
- سریال نجوا (۱۳۹۷)
- فیلم سینمایی بی‌خداحافظی (۱۳۹۰)
- ترانه کوچک من (۱۳۸۸)
- سریال بی گناهان (۱۳۸۷)
- یک گزارش واقعی (۱۳۸۷)
- تله فیلم روز برمی آید (۱۳۸۵)
- سریال اولین شب آرامش (۱۳۸۵)

## تهیه‌کننده
- نجوا (۱۳۹۷)
- ترانه کوچک من (۱۳۸۸)
- دوزخ، برزخ، بهشت (۱۳۸۷)
- روز برمی آید (۱۳۸۵)
- تعطیلات تابستانی (۱۳۷۴)

## تدوین
- طبقه سوم (۱۳۸۸)
- نخودی (۱۳۸۸)
- پای پیاده (۱۳۸۷)
- دوزخ، برزخ، بهشت (۱۳۸۷)
- یک گزارش واقعی (۱۳۸۷)
- زن دوم (۱۳۸۶)
- روز برمی آید (۱۳۸۵)
- وقتی همه خواب بودند (۱۳۸۴)
- آلبوم (۱۳۸۳)
- بازی (۱۳۸۳)
- حیات (۱۳۸۳)
- ما همه خوبیم (۱۳۸۳)
- رقص در غبار (۱۳۸۱)
- چتری برای دو نفر (۱۳۷۹)
- دارا و ندار (۱۳۷۸)
- شوخی (۱۳۷۸)
- عشق طاهر (۱۳۷۸)
- چرخ (۱۳۷۶)
- اسکادران عشق (۱۳۷۵)
- تعطیلات تابستانی (۱۳۷۴)
- عبور از تله (۱۳۷۲)

## جشنواره‌ها
- برنده سیمرغ بلورین بهترین تدوین (ما همه خوبیم) از بیست و سومین دوره جشنواره فیلم فجر - ۱۳۸۳
- کاندیدای بهترین فیلم اول (تعطیلات تابستانی) از چهاردهمین دوره جشنواره فیلم فجر - ۱۳۷۴
- کاندیدای بهترین تدوین (رقص در غبار) از هفتمین دوره جشن خانه سینما - ۱۳۸۲
- کاندیدای بهترین فیلم‌نامه (روز برمی‌آید) از یازدهمین دوره جشن خانه سینما - ۱۳۸۶